# Ayukaba
Ayukaba est un village du Cameroun, situé dans la région du Sud-Ouest, à proximité de la frontière avec le Nigeria. Il est rattaché administrativement à la commune d'Eyumodjock, dans le département de la Manyu.

## Population
Ayukaba comptait 42 habitants en 1953, 230 en 1967.
Lors du recensement de 2005 on y a dénombré 395 personnes.